# Törst
För andra betydelser, se Törst (olika betydelser).

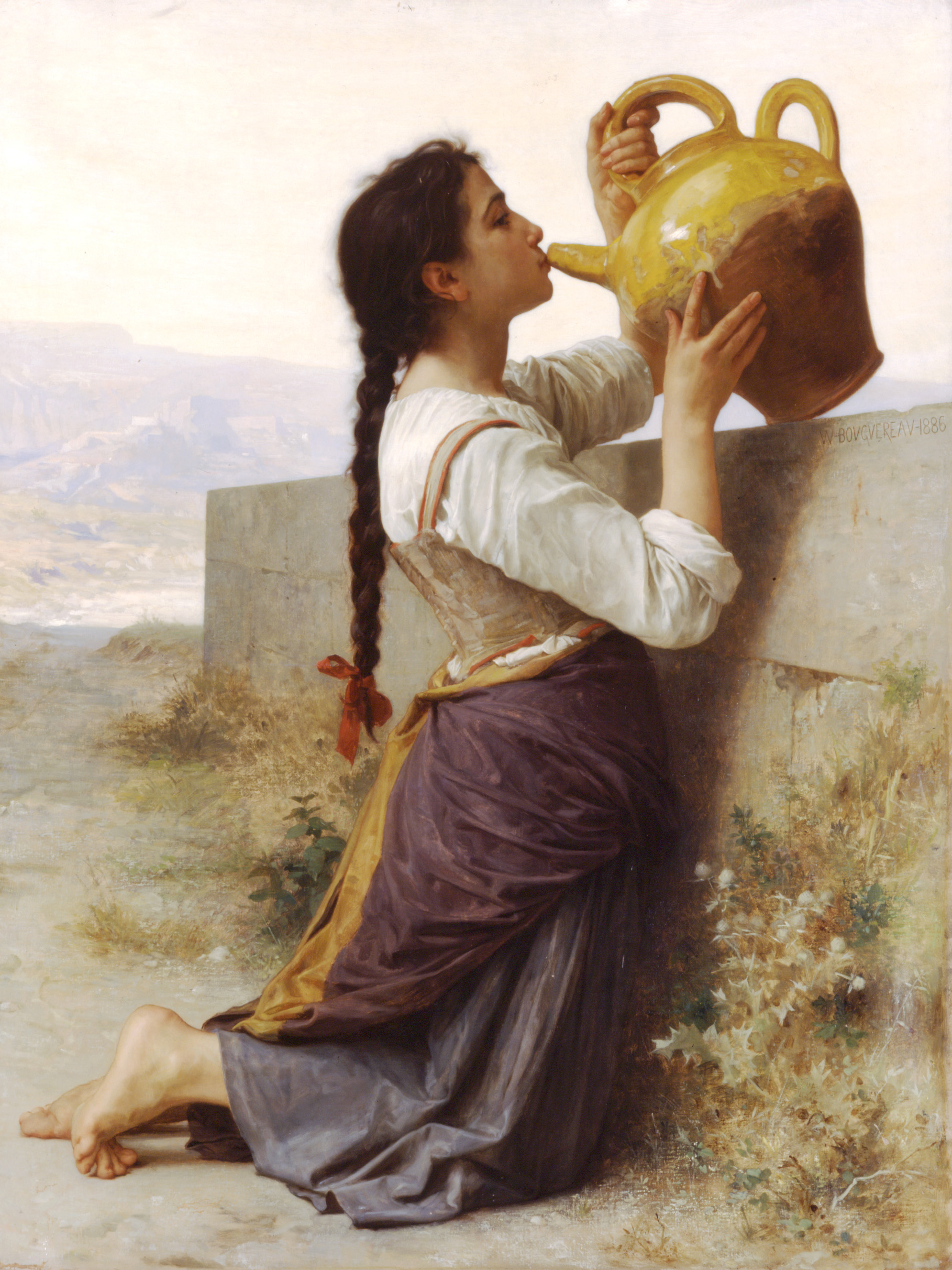
Törst av William-Adolphe Bouguereau.

Törst är en känsla av att kroppen behöver vätska för att förhindra uttorkning. Sjukligt överdriven törst, polydipsi, kan vara ett symtom på till exempel diabetes, schizofreni, zinkbrist eller hypokalemi.
Mindre barn är i större behov av vätska än tonåringar och vuxna i förhållande till den egna kroppsvikten. Ett nyfött barn består av 70 procent vatten medan ett barn som är ett år gammalt består till 60 procent av vatten, vilket kan jämföras med en vuxen människa som innehåller 50-55 procent vatten. Utifrån denna jämförelse kan man själv se att mindre barn är känsliga om de inte får i sig tillräckligt med vatten. Om det är varmt utomhus, om barnet ägnar sig åt en fysisk aktivitet eller mår dåligt och har diarré, kräkningar eller feber, kan vätskeförlusten behöva att ersättas genom exempelvis vätskeersättning.
En sjukligt överdriven törst, som kan leda till vattenförgiftning, kallas polydipsi.